# Hans Ferdinand Massmann
Hans Ferdinand Massmann (Berlin, 1797. augusztus 15. – Muskau, 1874. augusztus 3.) német író, filológus, középkorász, a német testnevelés alapítója.

## Élete
Miután 1817 és 1821 között több városban tanítóskodott, 1826-ban a müncheni hadapródiskolában volt tornamester, 1829-ben pedig az ottani egyetemen a német nyelv és irodalom tanára lett. 1842-ben rábizták a poroszországi tornaegyesületek és oktatás szervezését, egyúttal pedig a Berlini Egyetemre tanárnak nevezték ki. Néhány fontosabb régi nyelvemléket adott ki: Denkmäler deutsch. Sprache u. Litter. (München, 1827); Deutsche Gedichte des XII. Jahrhundert (Quedlinburg, 1837); Gottfried von Strassburg Tristán-ját (Lipcse, 1843); Die Kaiserchronik (Quedlinburg, 1849-54) stb. Fő érdeme, hogy a Graf-féle Althochdeutsche Sprachschatz indexét átdolgozta. Írt még: Litteratur der Totentänze (Lipcse, 1840); továbbá a tornászatról is sokat írt.